# 野尻亘
野尻 亘（のじり わたる、1958年（昭和33年） - ）は、日本の地理学者。桃山学院大学経済学部教授。元新潟大学教育学部助教授。
大阪市立大学文学部卒業。大阪市立大学大学院文学研究科修了。大阪府出身。

## 経歴
大阪府出身。追手門学院高等学校から大阪市立大学文学部に進学し、1981年（昭和56年）に史学地理学科を卒業。
1988年（昭和63年）、同大学大学院文学研究科地理学専攻を修了、博士後期課程を単位取得退学した。同年に新潟大学教育学部の助手となり、1989年（平成元年）に助教授に昇任した。
1995年（平成7年）に大阪市立大学より博士（文学）を取得。1997年（平成9年）、桃山学院大学文学部の教授に就任し2002年（平成14年）まで在職した後、経済学部経済学科の教授に就任した。2023年（令和5年）、桃山学院大学を退職。

## 著書
- 『日本の物流 産業構造転換と物流空間』（古今書院、1997年）
- 『新版 日本の物流 流通近代化と空間構造』（古今書院、2005年）
- 『世界市民の地理学』（古田昇、晃洋書房、2006年）
- 『「地政学」批判 生と風土』（藤原書店、2025年）